# Motore Energy Renault
I motori Energy sono una piccola famiglia di motori a scoppio di fascia bassa prodotti dal 1988 al 2005 dalla Casa automobilistica francese Renault.

## Storia
Alla fine degli anni '80, il motore Cléon-Fonte ancora presente su alcuni modelli della Casa, tra cui 4, Supercinque, 9, 11 ed Express, stava ormai diventando obsoleto a causa la sua struttura ad albero a camme laterale. I marchi concorrenti erano perlopiù indirizzati su propulsori più moderni con albero a camme in testa. Il Cléon-Fonte era apparso nel 1962 sulle Renault 8 e Renault Floride. Per lanciare il successore di R9 e R11, R19, Renault decise di proporre un motore più moderno: fu quindi modernizzato il vecchio motore Cléon-Fonte progettando una nuova testa emisferica con un albero a camme in testa azionato da una cinghia dentata, che diede luogo al motore Energy nel 1988, per la nuova R19.
Il nuovo motore sarà anche montato sulla Clio 1, Clio 2, Mégane 1, Mégane Scénic 1 e persino Express. Ma nel 1993, al lancio della Twingo, Renault dovette riutilizzare il Cléon-Fonte, poiché sotto il cofano della piccola Twingo mancava lo spazio necessario a poter installare il motore Energy.
Tale motore è stato adottato anche dalla Renault 9 in Argentina, Colombia e Turchia.

## Caratteristiche e versioni

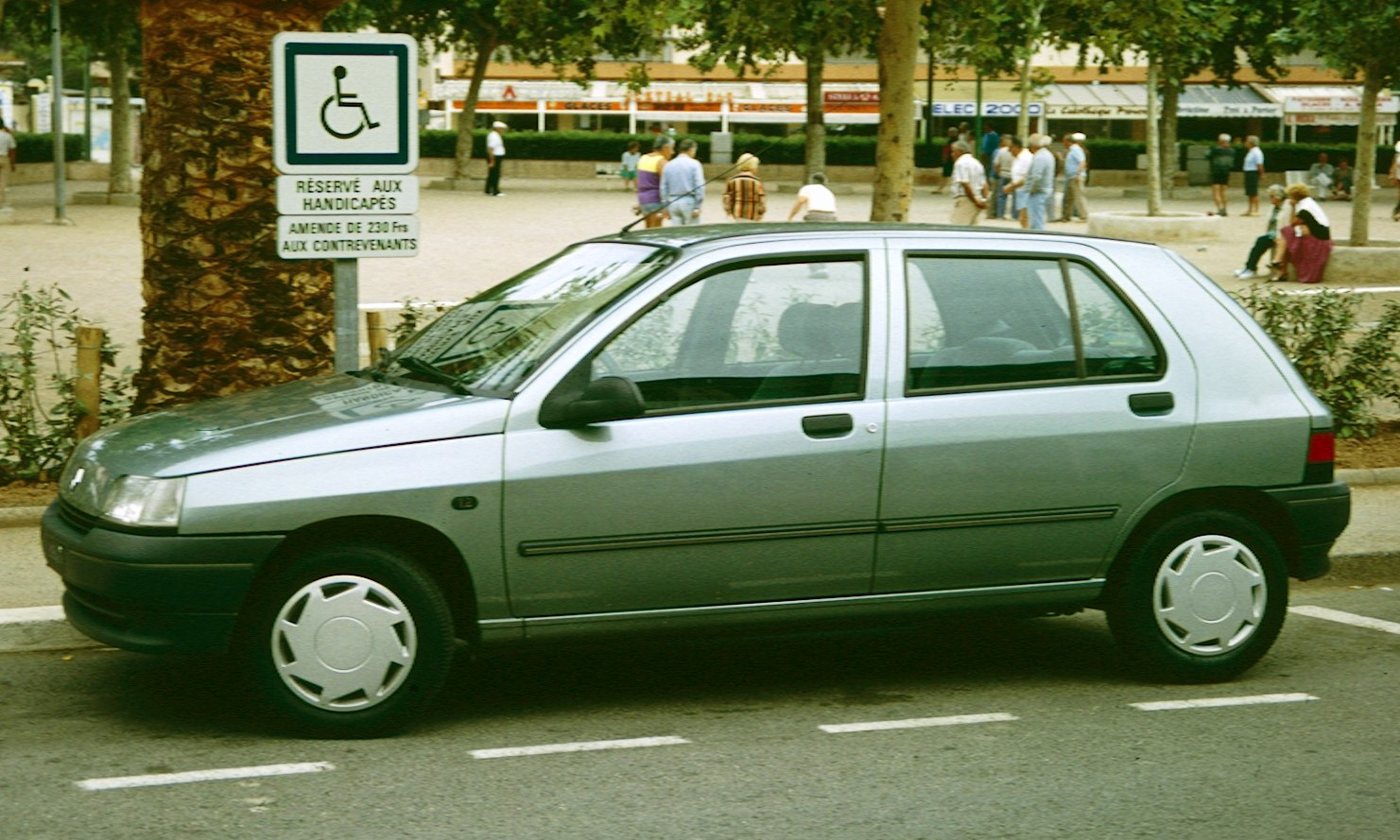
Una delle prime applicazioni di un motore Energy è stata sotto il cofano della Clio 1.4 prima serie

La famiglia dei motori Type E (detta anche Serie E o Energy, ma da non confondersi con i ben più moderni motori Energy a gasolio nati quasi cinque lustri più tardi) nasce da una costola della ben più numerosa e articolata famiglia di motori Cléon-Fonte, oramai in produzione dal lontano 1962. La "costola" della famiglia Cléon-Fonte da cui derivano i motori della serie E è rappresentata dall'ultima unità da 1.4 litri, denominata C3J. A partire da tale unità si sarebbe originata quindi questa nuova famiglia di motori.

In generale, le caratteristiche dei motori Energy sono le seguenti:
- architettura a 4 cilindri in linea;
- alesaggio cilindri di 75,8 mm;
- distribuzione a un albero a camme in testa;
- testata a due valvole per cilindro;
- albero a gomiti su 5 supporti di banco.

Le varianti fondamental dei motori della Serie E sono state due: quella da 1.4 litri, che ha inaugurato la nuova famiglia, e una più piccola da 1.2 litri.

Eccone di seguito le caratteristiche.

### Type ExJ: 1390 cc

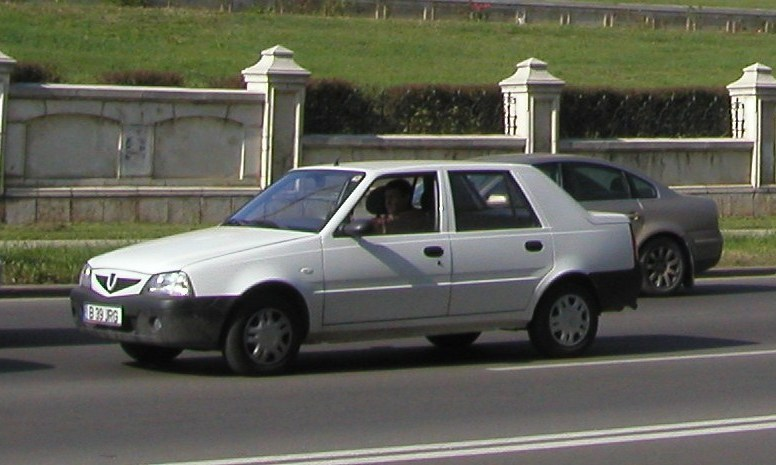
I motori Energy 1.4 sono stati montati anche su modelli della rumena Dacia, come per esempio la Solenza 1.4

Dietro questa sigla generica si nascondono le due versioni da 1.4 litri, differenti tra loro per pochi particolari, tra cui il tipo di alimentazione (una a carburatore e l'altra a iniezione) e la presenza del catalizzatore su una e non sull'altra. La versione non catalizzata è stata quella che di fatto ha dato origine alla famiglia dei motori della Serie E. 

In queste due versioni la misura della corsa è di 77 mm, per una cilindrata totale di 1390 cm³, proprio come l'ultimo 1.4 Cléon.

Le due versioni del motore Energy da 1.4 litri presentano le seguenti caratteristiche:
- Type E6J: questa sigla indica il primo motore della Serie E: questa unità da 1.4 litri era sprovvista di catalizzatore ed erogava una potenza massima di 80 CV a 5750 giri/min, con una coppia massima di 107 Nm a 3500 giri/min, grazie anche a un rapporto di compressione di 9.5:1 e all'alimentazione tramite carburatore doppio corpo.
- Type E7J: questa è la variante catalizzata e a iniezione elettronica della precedente unità motrice. A causa della presenza del catalizzatore, si è verificato un leggerissimo calo di potenza, che è scesa così a 78 CV a 6000 giri/min, mentre la coppia massima è rimasta invariata. La gestione dell'iniezione elettronica single point è affidata a una centralina Siemens-Bendix. Nel 1998 vi sono stati alcuni ritocchi a questo motore, che poteva a quel punto contare tra l'altro sull'iniezione multipoint, sempre con centralina Siemens, su nuove punterie a rullo e su un nuovo filtro dell'aria. La sua potenza è scesa a 75 CV, ma disponibile stavolta a 5500 giri/min, mentre la sua coppia massima è salita a 114 N·m a 4250 giri/min.

Dal 2002, questo motore non è stato più utilizzato su modelli Renault: in compenso, ancora per qualche anno, e più precisamente a partire dal 2000, ha continuato a trovare applicazione sui più semplici ed economici modelli della rumena Dacia, da decenni nell'orbita della Casa francese. Quest'ultima, dal canto suo, ha sostituito l'unità E7J con l'unità K4J, sempre da 1390 cm³, ma completamente diversa. Dal 2006, anche la Dacia cominciò a montare i motori della serie K. In particolare, il 1.4 monoalbero montato sulla Dacia Logan, pur avendo sempre una cilindrata di 1390 cm³, non è un motore Energy, ma della serie K (cambiano le misure di alesaggio e corsa).
Di seguito vengono mostrate le varie applicazioni delle due versioni del motore Serie E da 1.4 litri:
| Variante | Alimentazione                      | Rapporto di compressione | Potenza CV/rpm | Coppia Nm/rpm | Applicazioni                       | Anni di produzione |
| -------- | ---------------------------------- | ------------------------ | -------------- | ------------- | ---------------------------------- | ------------------ |
| E6J      | carburatore                        | 9,5                      | 80/5750        | 107/3500      | Renault 19 TS, GTS, TSE, RL e RN   | 1988-92            |
| E6J      | carburatore                        | 9,5                      | 80/5750        | 107/3500      | Renault Clio 1.4 RT                | 1990-92            |
| E7J      | Iniezione elettronica single point | 9,5                      | 78/6000        | 107/3500      | Renault Clio 1.4 RTi/Si/Oasis/RDS  | 1993-98            |
| E7J      | Iniezione elettronica single point | 9,5                      | 78/6000        | 107/3500      | Renault 19 1.4 RT                  | 1993-96            |
| E7J      | Iniezione elettronica multipoint   | 9,5                      | 75/6000        | 107/4000      | Renault Mégane Mk1 1.4 RL/RN       | 1995-99            |
| E7J      | Iniezione elettronica multipoint   | 9,5                      | 75/6000        | 114/4250      | Renault Clio Mk2 1.4 RT/Si/RXE     | 1998-2001          |
| E7J      | Iniezione elettronica multipoint   | 9,5                      | 75/6000        | 114/4250      | Renault Kangoo Mk1 1.4 RN/RT/Pampa | 1997-2002          |
| E7J      | Iniezione elettronica multipoint   | 9,5                      | 74/5250        | 114/2800      | Dacia SupeRNova 1.4                | 2000-03            |
| E7J      | Iniezione elettronica multipoint   | 9,5                      | 74/5250        | 114/2800      | Dacia Solenza 1.4                  | 2003-05            |

### Type E7F: 1171 cc
Questa è la motorizzazione più piccola tra le due facenti parte della Serie E. In tale propulsore, la misura della corsa è stata ridotta sensibilmente, scendendo da 77 a 64.9 mm, con conseguente riduzione della cilindrata a 1171 cm³. Questo motore è caratterizzato da un rapporto di compressione pari a 9.2:1, era alimentato a iniezione elettronica single point e la sua potenza massima raggiungeva 58 CV a 6000 giri/min, mentre la coppia massima era di 85 N·m a 4000 giri/min. Dopo l'avvento della marmitta catalitica la sua potenza è scesa a 55 cv a 6000giri/min e la coppia scesa a 84,4 N·m a 3500giri/min.

Tale motore ha trovato applicazione su:
- Renault Clio Mk1 1.2 Campus/RT/RL/Fidji (1990-98);
- Renault 19 1.2i RN/RL/RT (1989-94).